# Liste der Plätze in Klagenfurt

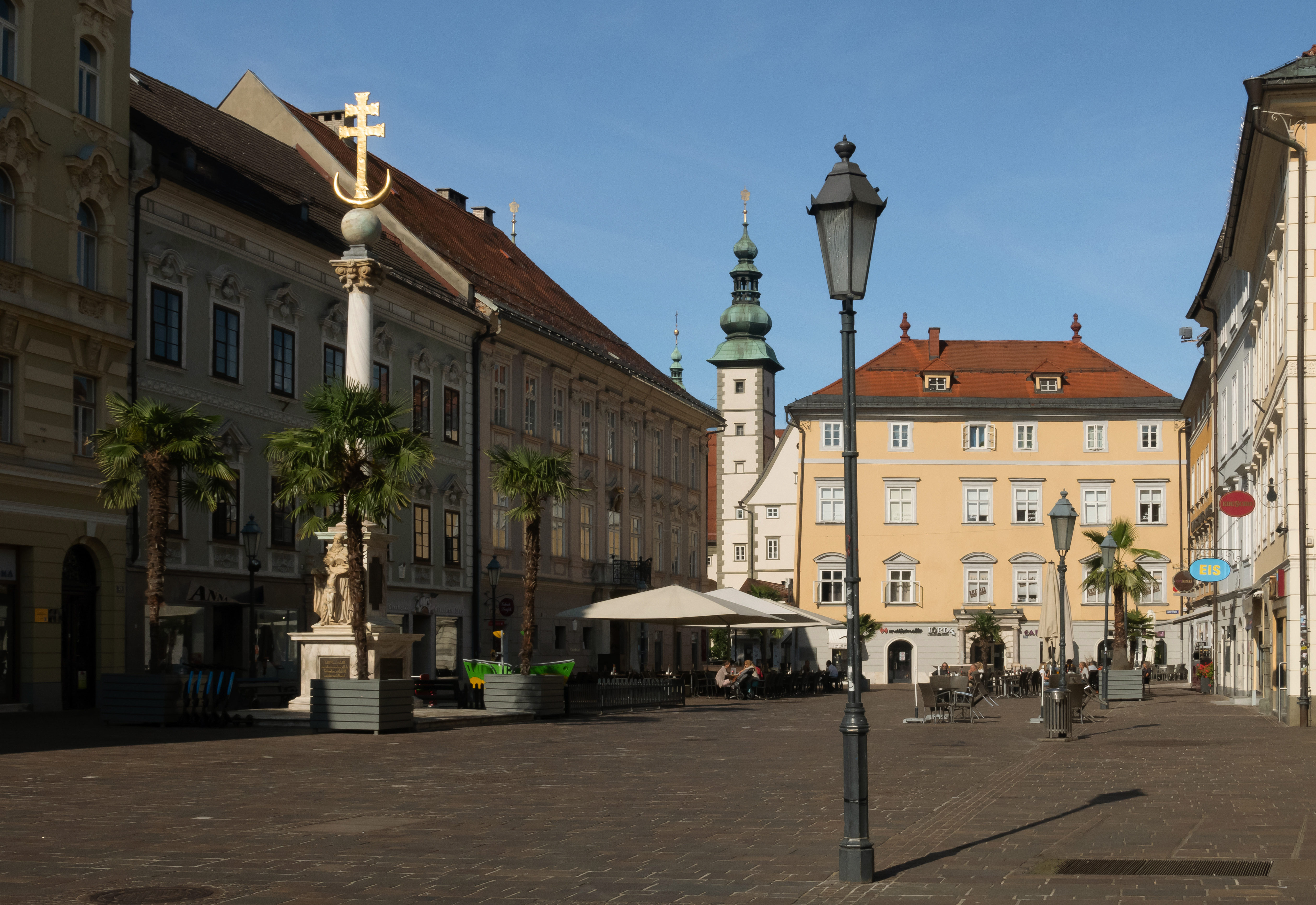
Der Alte Platz, Zentrum des mittelalterlichen Klagenfurt

Diese Liste der Plätze in Klagenfurt führt alle Plätze der Kärntner Landeshauptstadt Klagenfurt auf. Nicht gelistet werden Parks und Flächen, welche zwar formal die Bezeichnung „Platz“ tragen, aber dennoch reine Parks oder Abschnitte eines Parks sind. Dies betrifft etwa das Bürgerfrauenplatzl an der Wörthersee-Südufer-Straße (Schilfweg). Auch Höfe sind nicht Teil dieser Liste, selbst wenn sie öffentlich zugänglich sind und, wie der Hof des Landhauses, eventuell platzartigen Charakter haben.

## Liste
| Name                            | Bezirk 1                                                                                    | Namensherkunft                                                                                        | Jahr der aktuellen Benennung                                                         | Kurzübersicht, frühere Namen | Bild |
| ------------------------------- | ------------------------------------------------------------------------------------------- | --- | ------------------------------------------------------------------------------------ | --- | ---- |
| Alpen-Adria-Platz               | 10., St. Peter                                                                              | Nach der Hypo Alpe Adria-Bank, diese nach dem in Kärnten für überregionale Themen populären Begriff.  | 1998                                                                                 | Die 2009 notverstaatlichte und mittlerweile aufgelöste Bank hatte hier ihren Hauptsitz. |      |
| Alter Platz                     | 1. & 2., beide Innere Stadt                                                                 | Ältester Platz der Stadt, Benennung im Gegensatz zum Neuen Platz.                                     | 1925; erstmalig im 16. Jahrhundert.                                                  | Der langgezogene Platz war das Zentrum der mittelalterlichen Stadt und wird in Urkunden dieser Zeit oft „Stadtplatz“ genannt. Nach Anlage des Neuen Platzes im 16. Jahrhundert bürgerte sich zur Unterscheidung der Name „Alter Platz“ oder „Oberer Platz“ ein. Von 1914 bis 1925 hieß er „Kaiser-Wilhelm-Platz“. Vor der Verlegung des Marktes an den Benediktinerplatz (1948) fand dieser am Alten Platz statt. |      |
| Arnulfplatz                     | 3., Innere Stadt                                                                            | Nach Kaiser Arnulf von Kärnten (ca. 850–899).                                                         | 1929                                                                                 | Die Fläche vor dem Gebäude der Kärntner Landesregierung hieß vor 1929 nach Rudolf von Österreich-Ungarn (1858–1889) „Rudolfsplatz“. |      |
| Ingeborg-Bachmann-Platz         | 8., Villacher Vorstadt                                                                      | Nach der in Klagenfurt geborenen Schriftstellerin Ingeborg Bachmann (1926–1973).                      | 2013                                                                                 | Der Platz liegt vor dem ebenfalls zu Ehren der Schriftstellerin benannten Ingeborg-Bachmann-Gymnasium. |      |
| Bahnhofplatz                    | 7., Viktringer Vorstadt                                                                     | Nach dem Busbahnhof.                                                                                  | 1981                                                                                 | Da der Platz vor dem Hauptbahnhof Klagenfurt seit 1930 den Namen „Walther-von-derVogelweide-Platz“ trägt, konnte der Name Bahnhofsplatz später für das Gelände des Busbahnhofs verwendet werden. |      |
| Baumbachplatz                   | 12. St. Martin (Waidmannsdorf)                                                              | Nach dem deutschen Dichter Rudolf Baumbach (1840–1905).                                               | 1939 (ungefähr)                                                                      | Der Baumbachplatz ist eine mit beidseitigen Grünanlagen zu einem langgezogenen Platz erweiterte Straße. Er ist Teil der „Kanaltalersiedlung“, deren Bau kurz vor dem Zweiten Weltkrieg für deutschsprachige Menschen aus Italien begann, die infolge von Abkommen zwischen Adolf Hitler und Benito Mussolini (vgl. Stahlpakt) umgesiedelt wurden. |      |
| Beethovenplatz                  | 12. St. Martin                                                                              | Nach dem Komponisten Ludwig van Beethoven (1770–1827).                                                | 1945                                                                                 | Der 1930 angelegte Platz trug ursprünglich den Namen „Sudetendeutschenplatz“. |      |
| Benediktinerplatz               | 4., Innere Stadt                                                                            | Nach den zeitweilig hier ansässigen Benediktinern.                                                    | 1829 bereits so bezeichnet.                                                          | Der Platz wurde im Zuge der Stadterweiterung im 16. Jahrhundert angelegt. Ursprünglich sollte hier eine herzogliche Burg entstehen, weswegen der Platz anfangs „Herzogsplatz“ hieß. 1613 siedelten sich die Franziskaner an, sodass der Platz „Franziskanerplatz“ genannt wurde. Dieser Name hielt sich über die Ansiedelung der Benediktiner (im Jahr 1809) hinweg bis zumindest 1820. Bis 1878 wird er auch „Holzplatz“ genannt, von 1938 bis 1945 hieß er „Platz der SA“. Seit 1948 ist der Benediktinerplatz der wichtigste Marktplatz der Stadt.                            |      |
| Brunnplatz                      | 2., Innere Stadt und 5., St. Veiter Vorstadt                                                | Nach einem inzwischen verschwundenen Brunnen.                                                         | 1877 bereits so bezeichnet, wohl älter.                                              | Heute quasi nur mehr eine kurze Verbindungsstraße zwischen dem Völkermarkter Ring und der beginnenden Pischeldorfer Straße. |      |
| Feldmarschall-Conrad-Platz      | 6., Völkermarkter Vorstadt (die Häuser an der Westseite zu 2., Innere Stadt)                | Nach dem österreichischen Feldmarschall Franz Conrad von Hötzendorf (1852–1925).                      | 1936                                                                                 | Der Platz an der Kreuzung der Völkermarkter Straße mit dem Völkermarkter Ring hieß bis 1926 „Viehplatz“ oder auch „Viehmarkt“, danach für 10 Jahre „Völkermarkter Platz“. |      |
| Domplatz                        | 3., Innere Stadt                                                                            | Nach dem Klagenfurter Dom.                                                                            | 1973                                                                                 | Der Platz entstand in der Nachkriegszeit durch Abriss der beschädigten „Jesuitenkaserne“ (ehemaliges Bürgerspital). Die umgangssprachliche Bezeichnung „Domplatz“ für die anfangs namenlose Fläche wurde 1973 offiziell. |      |
| Europaplatz                     | 7., Viktringer Vorstadt                                                                     | Im Geist der Europäischen Einigung.                                                                   | 2002                                                                                 | Es handelt sich um den Vorplatz des Wirtschaftsförderungsinstituts. |      |
| Fleischmarkt                    | 2., Innere Stadt                                                                            | Nach dem hier abgehaltenen Markt.                                                                     | 1842 bereits so bezeichnet.                                                          | Der älteste Nachweis von Fleischbänken an diesem Platz nahe der mittelalterlichen Stadtmauer stammt aus dem Jahr 1374. Die Fleischer konnten ihre Abfälle hier in den offenen Feuerbach entsorgen. Aus dem Jahr 1772 ist die Bezeichnung „Fleischhackerplätzl“ überliefert. |      |
| Feuerwehrplatz                  | 12. St. Martin                                                                              | Nach der Freiwilligen Feuerwehr.                                                                      | 1938                                                                                 | Der Platz vor dem Rüsthaus der Freiwilligen Feuerwehr von St. Martin hieß vor 1938 Dollfußplatz. |      |
| Heidemarie-Hatheyer-Platz       | 10., St. Peter                                                                              | Nach der Klagenfurter Schauspielerin Heidemarie Hatheyer (1918–1990).                                 | 2000                                                                                 | Es handelt sich um den Vorplatz des Cine City-Kinozentrums. |      |
| Heiligengeistplatz              | 1., Innere Stadt (die Häuser an der Südseite zu 4., Innere Stadt)                           | Nach der Heiligengeistkirche.                                                                         | 1829                                                                                 | An dem Platz außerhalb des mittelalterlichen Zentrums befand sich das älteste Bürgerspital, zu dem auch die Kirche gehörte. Nach der Stadterweiterung im 16. Jahrhundert lag der Platz innerhalb der Mauern und diente als Fischmarkt. Seine Westseite war bis ins 19. Jahrhundert Teil eines „Fludergasse“ genannten Areals, das mehrere Straßenzüge im Westen der Renaissancestadt umfasste. 1897 wurde der Platz mit Bäumen bepflanzt, 1955 zum zentralen Verkehrsknotenpunkt umgestaltet. In der NS-Zeit hieß er „Platz der Saarpfalz“                                       |      |
| Hauptmann-Hermann-Platz         | 12. St. Martin (Waidmannsdorf)                                                              | Nach dem österreichischen Hauptmann Johann Hermann von Hermannsdorf (1781–1809).                      | 1939? Wohl in Zusammenhang mit Entstehen der Kanaltalersiedlung, vgl. Baumbachplatz. | Johann Hermann von Hermannsdorf fiel am 18. Mai 1809, nachdem er den Predilpass vier Tage lang gegen die Truppen Napoleon Bonapartes verteidigt und so deren Angriff auf das im Kanaltal gelegene Tarvis vereitelt hatte. |      |
| Heuplatz                        | 1. & 2. (Ostseite), beide Innere Stadt                                                      | Nach dem hier einst täglich abgehaltenen Heumarkt (vgl. Waagplatz).                                   | 1945, erstmalig im 18. Jahrhundert.                                                  | Die Fläche entstand zwischen dem Tor der mittelalterlichen Stadt und jenem Tor, das durch die Erweiterung Klagenfurts in der Renaissance weiter nördlich errichtet wurde. 1916 wurde der Platz in „Erzherzog Friedrich-Platz“ umbenannt, in der Zwischenkriegszeit hieß er erneut „Heuplatz“. In der NS-Zeit benannte man ihn „Otto-Planetta-Platz“, seit 1945 trägt er wieder seinen alten Namen. |      |
| Ikea-Platz                      | 15., Hörtendorf                                                                             | Nach dem gleichnamigen Einrichtungshaus.                                                              | 2007                                                                                 | Der Platz liegt vor dem 2008 eröffneten Ikea (dem ersten und bisher einzigen im Bundesland Kärnten). |      |
| Prof.-Dr.-Kahler-Platz          | 8., Villacher Vorstadt (Kreuzbergl)                                                         | Nach dem in Klagenfurt tätigen Geologen Franz Kahler (1900–1995).                                     | 1995                                                                                 | Die Fläche vor dem Botanischen Garten Klagenfurt ist nach dem Geologen Franz Kahler, der sich u. a. als Präsident des Naturwissenschaftlichen Vereins für Kärnten um den Wiederaufbau des Landesmuseums Kärnten verdient gemacht hat, benannt. |      |
| Kardinalplatz                   | 2. (Häuser an der Nordseite) & 3., beide Innere Stadt                                       | Nach Kardinal Franz II. Xaver von Salm-Reifferscheidt (1749–1822).                                    | 1820                                                                                 | Kardinal Salm-Reifferscheidt, Fürstbischof von Gurk, ließ 1805 in der Platzmitte einen Obelisk als Denkmal für den Frieden von Pressburg errichten. Im 18. Jahrhundert hieß der Platz „Getreideplatz“ und/oder „Viehplatz“, 1805 wurde er „Fürstenplatz“ genannt. Während der NS-Zeit hieß er Stuttgarter Platz. |      |
| Kinoplatz                       | 11. St. Ruprecht                                                                            | Nach dem Volkskino Klagenfurt.                                                                        | 1945                                                                                 | Unter Bürgermeister Friedrich Schatzmayer errichtete die damals eigenständige Gemeinde St. Ruprecht 1926 ein Kino. 1930 wurde der Platz mit Teilen der St. Ruprechter Straße als „Hauptplatz“ bezeichnet, in der NS-Zeit hieß er Hermann-Göring-Platz. |      |
| Bischof-Dr.-Köstner-Platz       | 12. St. Martin                                                                              | Nach dem aus Klagenfurt stammenden Bischof Joseph Köstner (1906–1982).                                | 1983                                                                                 | Joseph Köstner war der erste Bischof der Diözese Gurk-Klagenfurt nach dem Zweiten Weltkrieg. Der Platz liegt vor der 1984 geweihten Don-Bosco-Kirche. |      |
| Krone-Platz                     | 9., Annabichl                                                                               | Nach der Kronen Zeitung.                                                                              | 2008                                                                                 | Der Platz liegt vor dem Bürokomplex der Kärntner Redaktion der Kronen Zeitung. |      |
| Kurandtplatz                    | 12. St. Martin                                                                              | Nach einem Immobilienunternehmen.                                                                     | 2002                                                                                 | Der Platz liegt vor dem Verwaltungsgebäude eines Immobilienunternehmens, das auch als Raum für Veranstaltungen genutzt wird. |      |
| Lakeside                        | 12. St. Martin                                                                              | Nach dem Lakeside Science & Technology Park.                                                          | 2004                                                                                 | Der Campus des Lakeside Science & Technology Parks trägt diesen Namen auch offiziell. |      |
| Dr.-Arthur-Lemisch-Platz        | 2., Innere Stadt                                                                            | Nach dem Politiker Arthur Lemisch (1865–1953).                                                        | 1960                                                                                 | Die Fläche direkt nördlich des Neuen Platzes hieß bis 1829 „Mehlplatz“, dann „Obstmarkt“. 1917 wurde dieser verwaltungstechnisch dem Neuen Platz (damals „Kaiser-Franz-Joseph-Platz“) angegliedert. In der Zwischenkriegszeit hieß er, erneut eigenständig, „Obstplatz“, während der NS-Zeit „Flensburger Platz“. Nach dem Zweiten Weltkrieg trug er wieder den Namen „Obstplatz“, ehe er am 10. Oktober 1960, dem 40-jährigen Jubiläum der Kärntner Volksabstimmung, zu Ehren des damaligen Landeshauptmannes benannt wurde.                                                    |      |
| Martin-Luther-Platz             | 8., Villacher Vorstadt                                                                      | Nach dem Reformator Martin Luther (1483–1546).                                                        | 1985                                                                                 | An diesem Platz oberhalb des Lendhafens befindet sich die evangelische Johanneskirche. |      |
| Leo-Marhl-Platz                 | 12. St. Martin (Waidmannsdorf)                                                              | Nach dem Kommunalpolitiker Leo Marhl (1928–2000).                                                     | 2000                                                                                 | Die Fläche nördlich des Gemeindezentrums ehrt Leo Marhl. Dieser engagierte sich sehr für den Stadtteil Waidmannsdorf und prägte insbesondere seit den 1980er-Jahren die dortige Faschingstradition. |      |
| Messeplatz                      | 7., Viktringer Vorstadt                                                                     | Nach der Klagenfurter Messe.                                                                          | 1995                                                                                 | Die Fläche bildet den Vorplatz der Stadthalle Klagenfurt, die Direktion der Klagenfurter Messe hat hier ihren Sitz. |      |
| Mosteckyplatz                   | 6., Völkermarkter Vorstadt                                                                  | Nach dem Lehrer Stanislaus Mostecky (1906–1996)                                                       | 1996                                                                                 | Die Fläche vor der Handelsakademie Klagenfurt wurde zu Ehren des für diese Schule äußerst engagierten Lehrers benannt. |      |
| Neuer Platz                     | Am Kreuzungspunkt der vier Bezirke der Inneren Stadt, die Platzfläche gehört zum 3. Bezirk. | Benennung im Gegensatz zum Alten Platz.                                                               | 1945; erstmalig im 16. Jahrhundert.                                                  | Der Platz wurde im Zuge der Stadterweiterung im 16. Jahrhundert als repräsentatives Zentrum neu angelegt. Ab 1914 hieß er „Franz-Josephs-Platz“, in der Ersten Republik wieder „Neuer Platz“. Im Ständestaat wurde er 1934 in „Dollfußplatz“, nach dem Anschluss 1938 in „Adolf-Hitler-Platz“ umbenannt. Seit 1945 trägt er erneut seinen althergebrachten Namen. |      |
| Pfarrplatz                      | 1., Innere Stadt                                                                            | Nach der Stadtpfarrkirche St. Egyd.                                                                   | 1881                                                                                 | Rund um die Kirche befand sich ein Friedhof, der jedoch nicht die ganze Fläche einnahm; aus dem 18. Jahrhundert ist mehrfach die Bezeichnung „Hafnerplatzl“ für den Bereich außerhalb des Friedhofsareals überliefert. Nach Auflösung des Friedhofs 1776 wurde die Fläche als Teil benachbarter Gassen betrachtet und 1881 der Platz administrativ aus der damaligen Pfarrkirchgasse (heute Goëssgasse) herausgelöst. |      |
| Platzl                          | 11., St. Ruprecht                                                                           | Wohl im Gegensatz zum angrenzenden St. Ruprechter Hauptplatz (heute Kinoplatz).                       | 1938 belegt, aber wohl älter.                                                        | Die Kleine Fläche ist eine Erweiterung des Kinoplatzes, war aber administrativ immer eigenständig. |      |
| Raiffeisenplatz                 | 5., St. Veiter Vorstadt                                                                     | Nach der Raiffeisen Bankengruppe.                                                                     | 2006                                                                                 | Die Raiffeisen Landesbank Kärnten hat hier ihren Sitz. |      |
| Rennplatz                       | 2., Innere Stadt                                                                            | Nach der Renngasse, diese vermutlich nach dem Klagenfurter Schriftsteller Paul Renn (1806–1860).      | 1881 erstmals belegt.                                                                | Der kleine Platz am Südrand der mittelalterlichen Stadt galt im Lauf seiner Geschichte meist als Teil der rechtwinkelig an ihn anschließenden Renngasse (früher „Pomeranzengäßl“ oder „Mehlgäßchen“). Aus dem Jahr 1824 ist aber auch die eigenständige Bezeichnung „Neugebäudeplatzl“ überliefert – ein Haus am Areal des heutigen Hotels Moser Verdino hieß im 18. Jahrhundert „Neugebäu“. |      |
| Franz-von-Sales-Platz           | 12., St. Martin (Waidmannsdorf)                                                             | Nach dem Heiligen Franz von Sales (1567–1622).                                                        | 1999                                                                                 | Namensgebend für den Platz ist das Franz von Sales-Seelsorgezentrum, das im 2000 geweiht wurde. Es ist Teil der Pfarre St. Josef-Siebenhügel. |      |
| Schleppe-Platz                  | 9., Annabichl                                                                               | Nach der Schleppe Brauerei.                                                                           | 2000                                                                                 | Der Name bezeichnet das Gelände der Schleppe-Brauerei. Das 1607 gegründete Unternehmen ist der älteste bestehende Wirtschaftsbetrieb in Klagenfurt und seit 1993 Teil der Vereinigten Kärntner Brauereien. |      |
| Stauderplatz                    | 1. & 4., beide Innere Stadt                                                                 | Nach der Wohltäterin Maria Stauder (1778–1861).                                                       | 1878 erstmals belegt.                                                                | Die Fläche am Villacher Tor galt 1792 noch als Teil des Heiligengeistplatzes. Nach Schleifung des Tores erweiterte sie sich und wurde so 1829 zum „Villacher-Tor-Platzl“. Parallel hieß der Platz bis 1881 auch noch „Villacher-(Brücken-)Damm“. Maria Stauder war Wirtin des Gasthauses „Zum Hirschen“, das an diesem Platz lag. Nach dem Tod ihres psychisch kranken Sohnes vermachte sie der Stadt ein großes Vermögen zur Unterstützung verarmter Bürger. Aus Teilen des Stiftungsvermögens errichtete die Stadt ab 1909 an Stelle des baufälligen Wirtshauses ein Zinshaus. |      |
| Theaterplatz                    | 1., Innere Stadt                                                                            | Nach dem Stadttheater Klagenfurt.                                                                     | 1945; 1878 erstmals belegt.                                                          | Die Fläche war bis ins 19. Jahrhundert Teil eines „Fludergasse“ genannten Areals, das mehrere Straßenzüge im Westen der Renaissancestadt umfasste und erst in den 1870er Jahren aufgegliedert wurde. Von 1938 bis 1945 hieß der Platz „Max-Seunik-Platz“, zu Ehren des 1934 verunfallten Standartenführers der SA Kärntens. |      |
| Viktringer Platz                | 13., Viktring                                                                               | Nach dem gleichnamigen Stadtteil.                                                                     | ?                                                                                    | Die Gemeinde Viktring schuf sich hier in den Jahren vor ihrer Eingemeindung zu Klagenfurt 1973 ein modernes Zentrum. |      |
| Waagplatz                       | 2., Innere Stadt                                                                            | Nach dem Standort einer Heuwaage (vgl. Heuplatz)                                                      | 1850 (ungefähr)                                                                      | An Stelle des Platzes befand sich die 1809 von den Truppen Napoleons gesprengte nordöstliche Bastei der Stadt, die ihrerseits im Lauf der Jahrhunderte eine Vielzahl von Namen trug. Ein älterer Name für den Platz ist „Heuwaagplatzl“. |      |
| Walter-von-der-Vogelweide-Platz | 7., Viktringer Vorstadt                                                                     | Nach dem Dichter Walter von der Vogelweide (um 1170–um 1230).                                         | 1930                                                                                 | Der Platz vor dem Klagenfurter Hauptbahnhof hieß bis 1930 Bahnhofsplatz. |      |
| Victor-Welzer-Platz             | 10. St. Peter (Welzenegg)                                                                   | Nach Victor Welzer von Eberstein († 1595), der in Klagenfurt und Kärnten viele hohe Ämter bekleidete. | 1985                                                                                 | Der Platz liegt vor dem von Victor Welzer erbauten Schloss Welzenegg. |      |

Anmerkungen